# Halasulige, Sakleshpur
Halasulige là một làng thuộc tehsil Sakleshpur, huyện Hassan, bang Karnataka, Ấn Độ.